# Пам'ятки культурної спадщини Іване-Пустенської громади
У статті наведений перелік об'єктів культурної спадщини Іване-Пустенської громади Чортківського району Тернопільської области України.

## Пам'ятки археології
| №  | Назва                                     | Дата | Адреса | Охоронний номер | Документ про взяття на облік                                                                |
| -- | ----------------------------------------- | --- | --- | --------------- | ------------------------------------------------------------------------------------------- |
| 1  | Траянів вал Гермаківка І                  | ІХ ст. до н.е. — IV ст. н.е. | с. Гермаківка, південні околиці села, тягнеться зі сходу на захід від р. Збруч через південні околиці села протягом 4,3 км до лісу в уроч. Медвеже                                                             | 4346-Тр         | Наказ Міністерства культури України від 23.01.12 р. № 51                                    |
| 2  | Курганний могильник і поселення Залісся І | західноподільсь-ка група скіфсь-кого часу (друга половина VII – V ст. до н. е.), скіфський період (VII-VI ст. до н. е.)             | с. Залісся, урочище Козацька Могила, за 2,5 км на захід від села | 1985            | Рішення виконкому Тернопільської обласної ради від 14.07.1989 № 162                         |
| 3  | Вал Траяна Залісся ІІ                     | Недатовано | с. Залісся, північно-східна частина села, в селі, починається за 700 м на південь від гермаківського валу і проходить на південний схід до північно-східних околиць села Залісся                               | 1986            | Наказ управління культури обласної державної адміністрації від 18.10.2005 № 112             |
| 4  | Вал Траяна Залісся ІІІ                    | культура фракійського гальштату (ХІ-VII ст. до н.е.)                                                                                | с. Залісся, південно-східні околиці, в лісі, об’єкт у валі. Починається від обриву від долини р.Збруч на південно-східні околиці села і через 825 м на південь закінчується біля широкої балки                 | 1987            | Наказ управління культури обласної державної адміністрації від 18.10.2005 № 112             |
| 5  | Поселення Залісся IV                      | давньоруський час (ХІІ-ХІІІ ст.).                                                                                                   | с. Залісся, 1 км на захід від села, з лівої сторони дороги на с. Гермаківка, на правому березі річки | 2056            | Наказ управління культури обласної державної адміністрації від 09.09.2016 № 121-од          |
| 6  | Стоянка Іване-Пусте І                     | мезоліт (кінець ІХ-VI тис. до н. е.)                                                                                                | с. Іване-Пусте, уроч. Біля лісу, на водорозділі річок Дністра і Нічлави в його найвищій точці, 3 км на захід від села поряд з трасою на Заліщики на полі біля східного краю лісу                               | 1994            | Наказ управління культури обласної державної адміністрації від 18.10.2005 № 112             |
| 7  | Поселення Іване-Пусте ІІ                  | давньоруський час (ХІІ – ХІІІ ст.)                                                                                                  | с. Іване-Пусте, урочище Хриплів, зліва при дорозі до с. Михалків | 1995            | Наказ управління культури обласної державної адміністрації від 18.10.2005 № 112             |
| 8  | Поселення Іване-Пусте ІІІ                 | західно-подільська група скіфського часу (друга половина VII – V (можливо IV) ст. до н. е.), скіфський період (VII-VI ст. до н. е.) | с. Іване Пусте, центр села на підвищенні | 1991            | Рішення виконкому Тернопільської обласної ради від 14.07.1989 № 162                         |
| 9  | Поселення Іване-Пусте IV                  | культура лінійно-стрічкова кераміки (друга половина V – початок IV тис. до н. е.); давньоруський час (ХІІ – ХІІІ ст.)               | с. Іване-Пусте, урочище Кар’єр цегольні, 1 км на схід від церкви, правий берег струм-ка, що витікає зі ставу, 1-а надзап-лавна тераса на вершині і привер-шинній частині пагорба                               | 1992            | Наказ управління культури обласної державної адміністрації від 18.10.2005 № 112             |
| 10 | Поселення Іване-Пусте V                   | голіградська культура (ХІ-VII ст. до н. е.)                                                                                         | с. Іване-Пусте, північно-східні околиці села, на правому березі невеликого струмка, біля цегельного заводу | 1993            | Наказ управління культури обласної державної адміністрації від 18.10.2005 № 112             |
| 11 | Стоянка та поселення Пилипче І            | пізній палеоліт (40-10 тис. років тому);трипільська культура (IV-ІІІ тис. до н.е.);ранній залізний вік (VII-VI ст. до н. е.)        | с. Пилипче, урочище Давидів, 1,5 км від північно- східних околиць села, на великому мисі, утвореному лівим берегом р. Білка (приток Нічлави) і правим берегом невеликого струмка                               | 1211            | Рішення виконкому Тернопільської обласної ради від 14.07.1989 № 162                         |
| 12 | Поселення Пилипче ІІ                      | давньоруський час (ХІІ – ХІІІ ст.)                                                                                                  | с. Пилипче, урочище Городище, лівий берег р. Білка, північна частина мисоподібного плато, між двома балками, по яких протікають струмки, за 0,5 км на схід від села                                            | 2032            | Розпорядження Представника Президента України у Тернопільській області від 25.06.1992 № 148 |
| 13 | Стоянка Пилипче ІІІ                       | мезоліт (кінець ІХ-VI тис. до н. е.)                                                                                                | с. Пилипче, урочище Городище, на краю великого високого мисопо-дібного плато, обрамленого течією р. Білка і струмка, що впадає в неї, за 2 км на схід від околиць села                                         | 2033            | Розпорядження Представника Президента України у Тернопільській області від 25.06.1992 № 148 |
| 14 | Поселення, курган Пилипче IV              | трипільська культура (IV- ІІІ тис. до н.е.); бронзовий вік (ХІХ-ХІ ст. до н.е.)                                                     | с. Пилипче, урочище Городище, 800 м від північно-східних околиць села, на лівому березі р. Білка | 1215            | Рішення виконкому Тернопільської обласної ради від 14.07.1989 № 162                         |
| 15 | Стоянка та поселення Пилипче V            | пізній палеоліт (40-10 тис. років тому); ранній залізний вік (І тис. до н. е.)                                                      | с. Пилипче, східна частина урочища Городище, на схід від села, на полі біля садиби лісника Д.Бандури, за 3 км від східних околиць села                                                                         | 2029            | Розпорядження Представника Президента України у Тернопільській області від 25.06.1992 № 148 |
| 16 | Стоянка Пилипче VI                        | мезоліт (кінець ІХ-VI тис. до н. е.)                                                                                                | с. Пилипче, урочище Кирилові Корчі, на лівому крилі широкої балки, по якій тече струмок, що впадає в р. Білку, 3 км на схід від села, 700 м на південь від садиби лісника Д.Бандури                            | 1226            | Рішення виконкому Тернопільської обласної ради від 14.07.1989 № 162                         |
| 17 | Стоянка та майстерня Пилипче VII          | середній палеоліт ¬ мустьє (70 – 40 тис. р. до н.е.); мезоліт (кінець ІХ-VI тис. до н. е.)                                          | с. Пилипче, урочище Барлига, 2 км на південний схід від околиць села, на лівому крилі балки Барлига за 200 м південно-західніше стоянки Пилипче VI                                                             | 2030            | Розпорядження Представника Президента України у Тернопільській області від 25.06.1992 № 148 |
| 18 | Стоянка та поселення Пилипче VIII         | пізній палеоліт (40-10 тис. років тому); енеоліт (IV-ІІІ тис. до н.е.)                                                              | с. Пилипче, урочище Барлига, на схід від села, на привершинному схилі лівого борту балки на відстані 1 км від східних околиць села                                                                             | 2031            | Розпорядження Представника Президента України у Тернопільській області від 25.06.1992 № 148 |
| 19 | Стоянка Пилипче ІХ                        | мезоліт (кінець ІХ-VI тис. до н. е.)                                                                                                | с. Пилипче, урочище Могилки, на вершині вододілу Дністра і невеликої балки Барлига, біля траси між селами Іване-Пусте і Устя, біля ґрунтової дороги, що веде до будинку лісника, 3 км від східних околиць села | 1224            | Рішення виконкому Тернопільської обласної ради від 14.07.1989 № 162                         |
| 20 | Стоянка та поселення Пилипче Х            | пізній палеоліт (40-10 тис. років тому); трипільська культура (IV- ІІІ тис. до н.е.)                                                | с. Пилипче, урочище Біля Фігури, на високому мисоподібному виступі, утвореному при злитті річок Білка (правий берег) і Нічлава (лівий берег), північно-східні околиці села                                     | 1214            | Рішення виконкому Тернопільської обласної ради від 14.07.1989 № 162                         |
| 21 | Стоянка Пилипче ХІ                        | середній палеоліт (150-40 тис. років тому); пізній палеоліт (40-10 тис. років тому); мезоліт (кінець ІХ-VI тис. до н. е.)           | с. Пилипче, урочище Барлига, за 2 км на південний схід від околиць села на вершині плато (вододілу Дністра і Нічлави), за 700 м на захід від пункту Пилипче VI, за 1 км від каньйону Дністра                   | 2034            | Розпорядження Представника Президента України у Тернопільській області від 25.06.1992 № 148 |
| 22 | Поселення Пилипче ХІІ                     | культура фракійського гальштату (ХІ-VII ст. до н.е.)                                                                                | с. Пилипче, урочище Барлига, на вершині вододілу Дністра і його допливу Нічлави і Білки. Лівий скат балки, по якій тече струмок, на відстані 1,5 км від східних околиць села, поряд з Пилипче ХІ               | 2026            | Розпорядження Представника Президента України у Тернопільській області від 25.06.1992 № 148 |
| 23 | Стоянка та поселення Пилипче ХІІІ         | пізній палеоліт (40-10 тис. років тому); ранній залізний вік (І тис. до н. е.)                                                      | с. Пилипче, урочище Барлига, 1 км на схід від села, на привершин-ному схилі лівого борта балки по якій тече струмок, що спадає в р. Білка                                                                      | 2036            | Наказ управління культури обласної державної адміністрації від 18.10.2005 № 112             |
| 24 | Стоянка (пункт) Пилипче XIV               | середній палеоліт (150-40 тис. років тому) мезоліт (кінець ІХ-VI тис. до н. е.)                                                     | с. Пилипче, урочище Барлига, 700 м на південний схід від села, на лівому борту балки Барлига, над лісом | 2035            | Наказ управління культури обласної державної адміністрації від 18.10.2005 № 112             |
| 25 | Поселення Пилипче XV                      | трипільська культура (IV-кінець ІІІ тис. до н. е.)                                                                                  | с. Пилипче, урочище Царина (Гаруна) | 2027            | Наказ управління культури обласної державної адміністрації від 18.10.2005 № 112             |
| 26 | Городище Пилипче XVI                      | давньоруський час (ХІІ – ХІІІ ст.)                                                                                                  | с. Пилипче, 700-800 м на північний схід від села, лівий берег р. Білка, в північній частині мисоподібного виступу плато                                                                                        | 2028            | Наказ управління культури обласної державної адміністрації від 18.10.2005 № 112             |

## Пам'ятки архітектури
| №  | Назва                               | Дата                       | Адреса         | Охоронний номер | Документ про взяття на облік                                      |
| -- | ----------------------------------- | -------------------------- | -------------- | --------------- | ----------------------------------------------------------------- |
| 1. | Церква Успенія Пресвятої Богородиці | 1815 р.                    | с. Гермаківка  | 1828            | розпорядження Представника Президента Укр. від 22.02.1993 р. № 58 |
| 2. | Костел (мур.)                       | кінець ХІХ -початок ХХ ст. | с. Гермаківка  | 386             | рішення Тернопільського ОВК від 31.03.1992 р. № 30                |
| 3. | Церква Йоана Богослова (дер.)       | 1775 р.                    | с. Іване Пусте | 1566/1          | постанова Ради Міністрів УРСР від 06.09.1979 р. № 442             |
| 4. | Дзвіниця церкви Йоана Богослова     | 1775 р.                    | с. Іване Пусте | 1566/2          | постанова Ради Міністрів УРСР від 06.09.1979 р. № 442             |
| 5. | Церква Пресвятої Богородиці         | 1901 р.                    | с. Пилипче     | 413             | рішення Тернопільського ОВК від 31.03.1992 р. № 30                |

## Пам'ятки історії
| № | Назва                                                                     | Дата    | Адреса         | Охоронний номер | Документ про взяття на облік                                           |
| - | ------------------------------------------------------------------------- | ------- | -------------- | --------------- | ---------------------------------------------------------------------- |
| 1 | Пам’ятний знак воїнам-землякам, які загинули в роки Другої світової війни | 1975 р. | с. Гермаківка  | 794             | Рішення виконкому Тернопільської обласної ради від 12.06.1978 р. № 286 |
| 2 | Пам’ятний знак воїнам-землякам, які загинули в роки Другої світової війни | 1967 р. | с. Гермаківка  | 85              | Рішення виконкому Тернопільської обласної ради від 22.03.1971 р. № 147 |
| 3 | Пам’ятний знак воїнам-землякам, які загинули в роки Другої світової війни | 1968 р. | с. Залісся     | 106             | Рішення виконкому Тернопільської обласної ради від 22.03.1971 р. № 147 |
| 4 | Пам’ятний знак воїнам-землякам, які загинули в роки Другої світової війни | 1968 р. | с. Іване-Пусте | 195             | Рішення виконкому Тернопільської обласної ради від 22.03.1971 р. № 147 |
| 5 | Пам’ятний знак воїнам-землякам, які загинули в роки Другої світової війни | 1968 р. | с. Пилипче     | 214             | Рішення виконкому Тернопільської обласної ради від 22.03.1971 р. № 147 |

## Пам'ятки монументального мистецтва
| № | Назва                                                               | Дата    | Адреса         | Охоронний номер | Документ про взяття на облік                                                                      |
| - | ------------------------------------------------------------------- | ------- | -------------- | --------------- | ------------------------------------------------------------------------------------------------- |
| 1 | Пам’ятник Назарківу                                                 | 1992 р. | с. Гермаківка  | 1308            | Наказ управління культури Тернопільської обласної державної адміністрації від 18.10.2005 р. № 112 |
| 2 | Пам’ятник поету, письменнику, художнику Шевченку Тарасу Григоровичу | 1972 р. | с. Гермаківка  | 726             | Рішення виконкому Тернопільської обласної ради від 12.06.1978 р. № 286                            |
| 3 | Пам’ятник поету, письменнику, художнику Шевченку Тарасу Григоровичу | 1964 р. | с. Іване-Пусте | 108             | Рішення виконкому Тернопільської обласної ради від 22.03.1971 р. № 147                            |